# رایلندر (ویسکانسین)
رایلندر، ویسکانسین  (به انگلیسی: Rhinelander) شهری در شهرستان اونیدا ایالت ویسکانسین است که در سال ۱۸۹۴ بنیان‌گذاری شده‌است. این شهر طبق سرشماری سال ۲۰۱۰ میلادی ۷٬۷۹۸ نفر جمعیت داشته‌است.

## نگارخانه

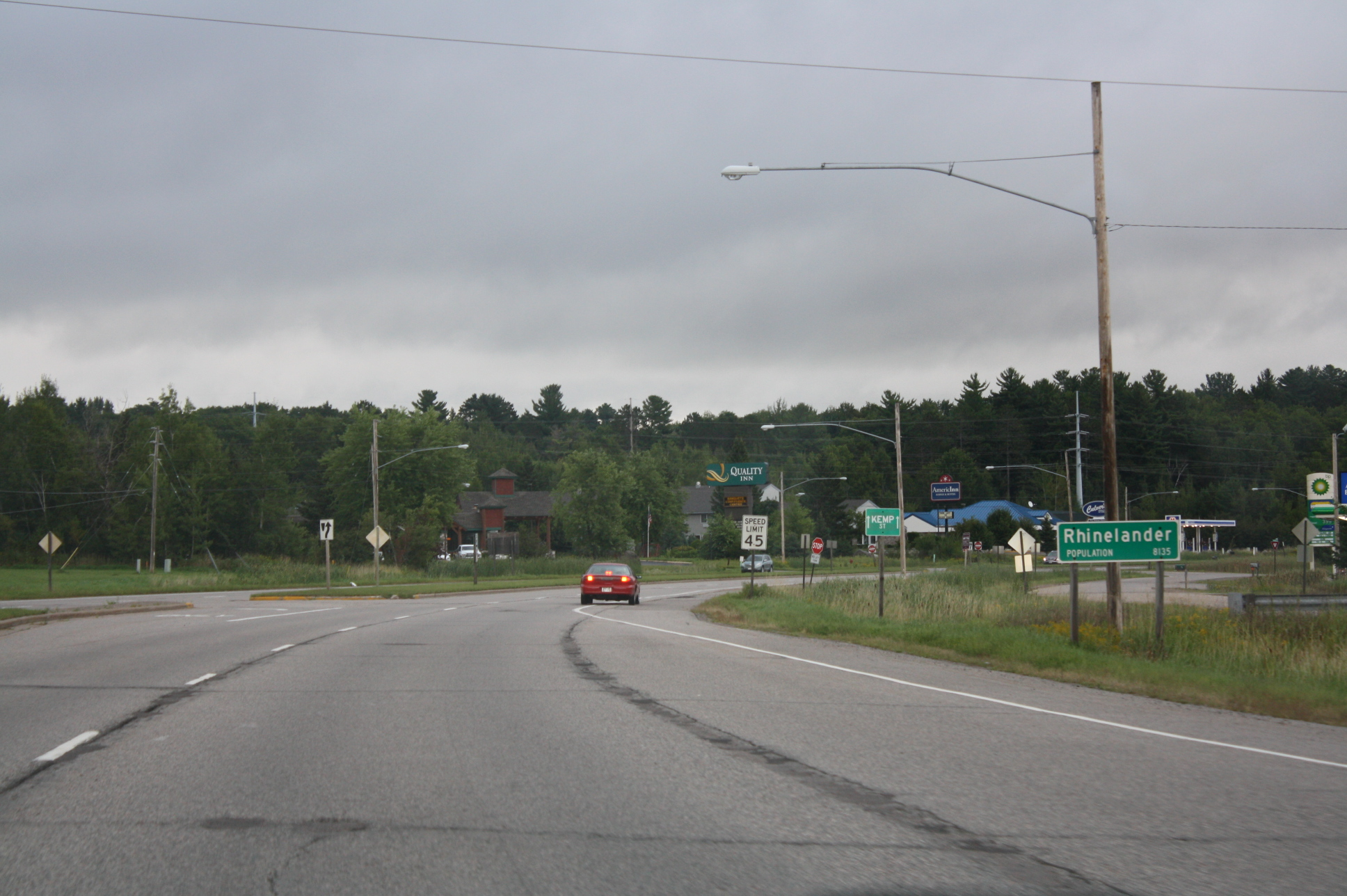
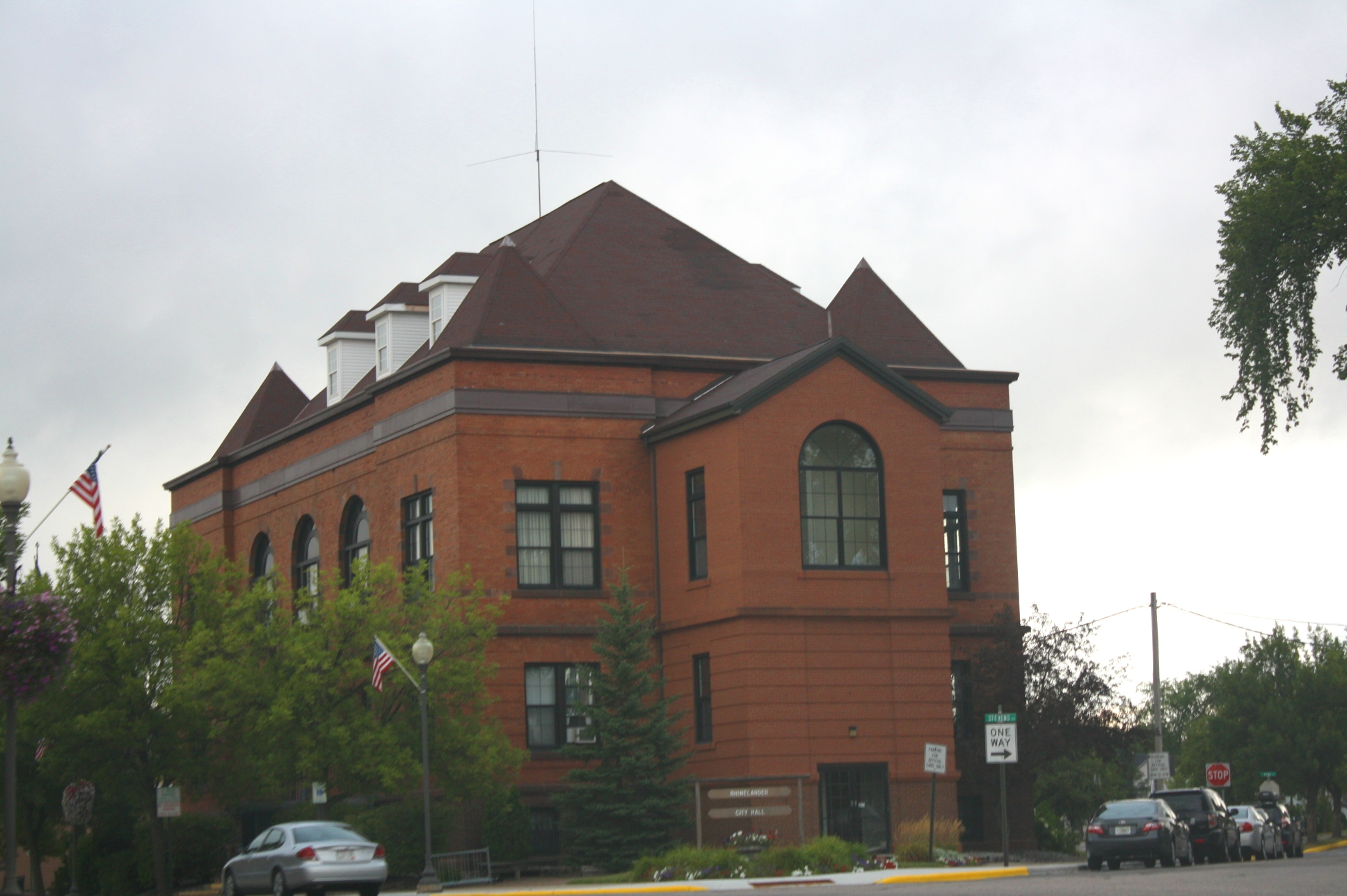
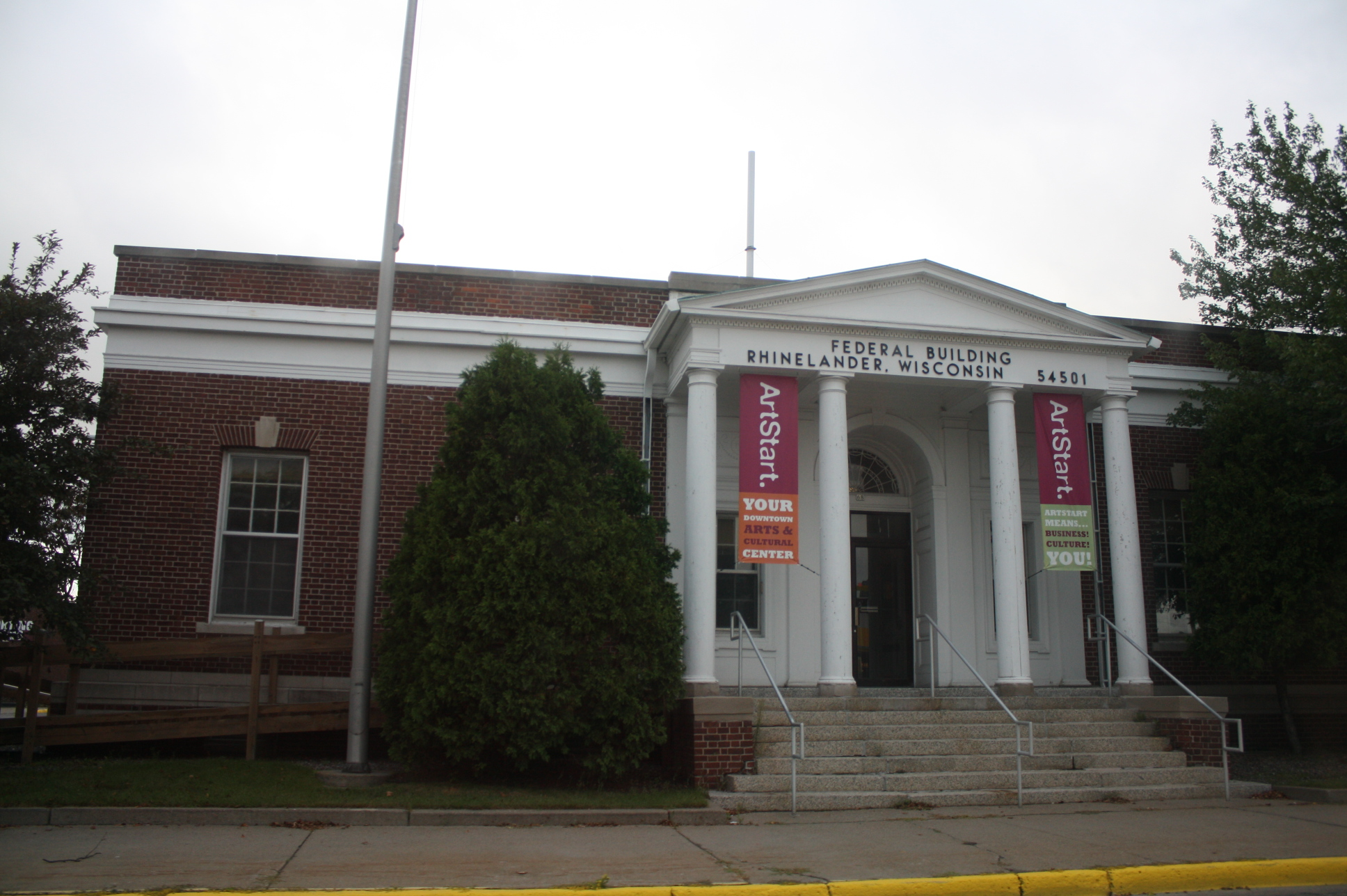
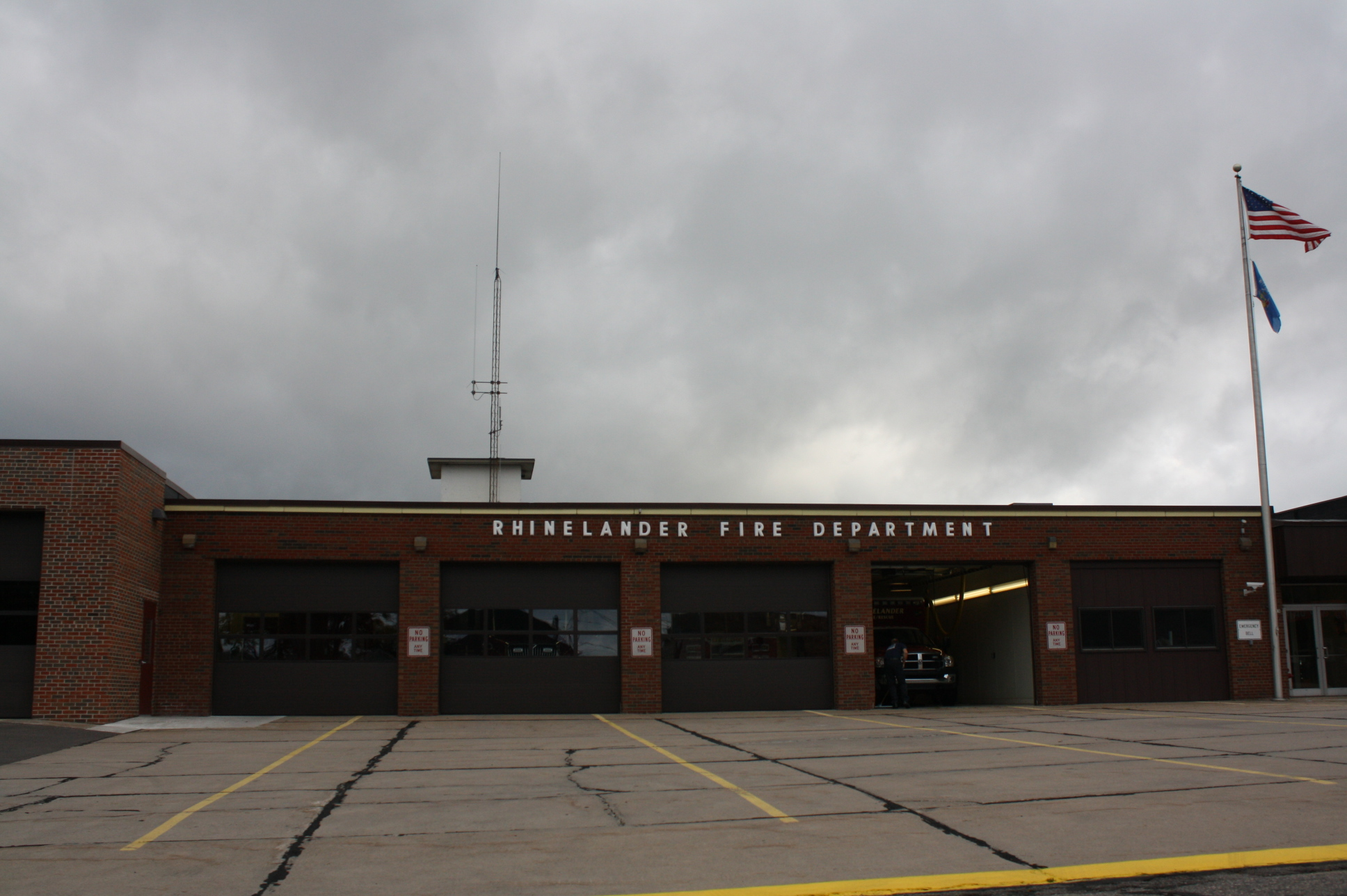
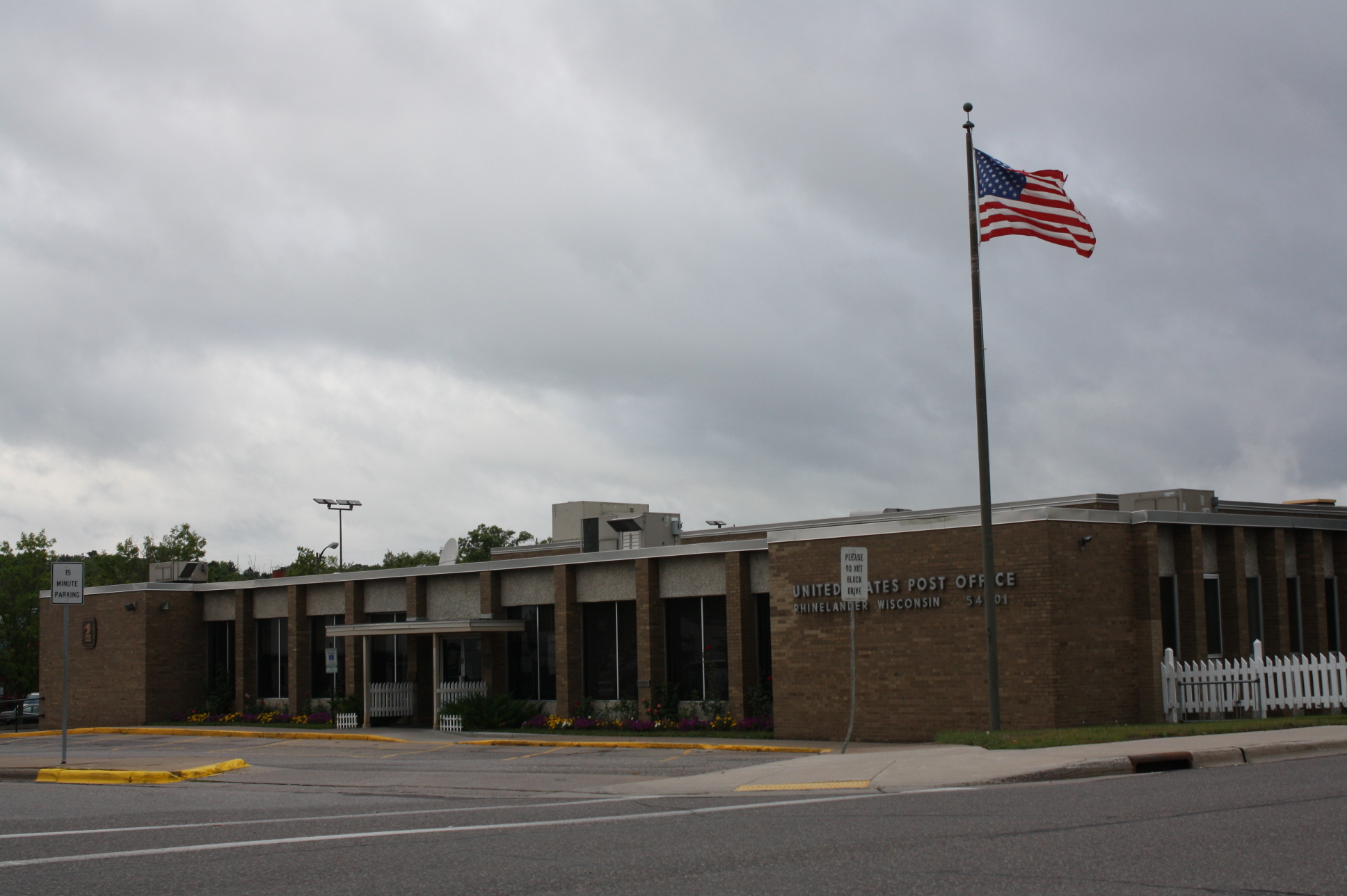
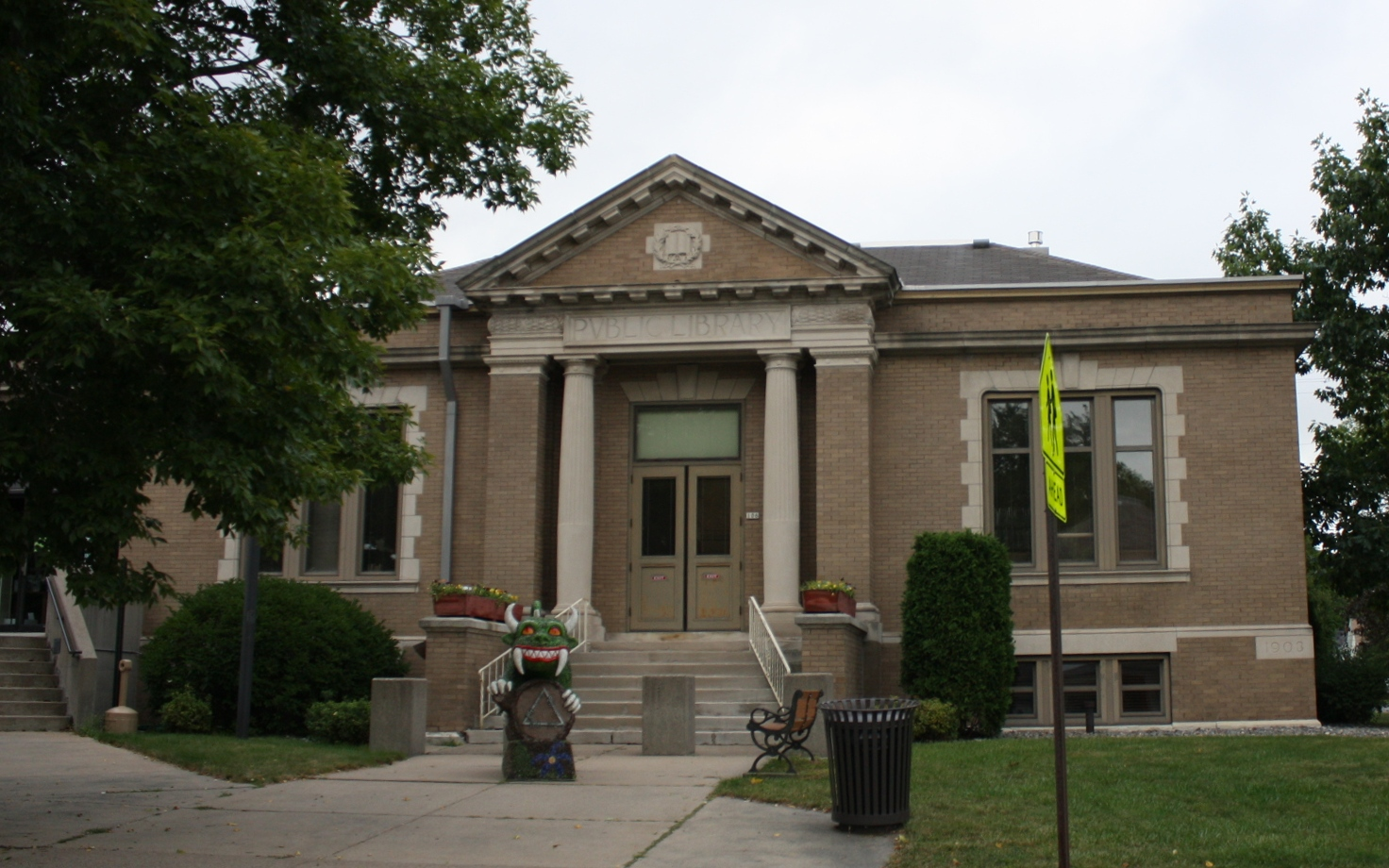